# Arrondissement Foix
Das Arrondissement Foix ist eine Verwaltungseinheit des Départements Ariège in der französischen Region Okzitanien. Präfektur ist Foix.
Im Arrondissement liegen fünf Wahlkreise (Kantone) und 113 Gemeinden.

## Wahlkreise
- Kanton Haute-Ariège
- Kanton Foix
- Kanton Pamiers-1 (mit 3 von 14 Gemeinden)
- Kanton Sabarthès
- Kanton Val d’Ariège

## Gemeinden
| 1. Albiès (09004)                     | 2. Alliat (09006)                     | 3. Appy (09012)                         | 4. Arabaux (09013)                 |
| 5. Arignac (09015)                    | 6. Arnave (09016)                     | 7. Artigues (09020)                     | 8. Artix (09021)                   |
| 9. Ascou (09023)                      | 10. Aston (09024)                     | 11. Aulos-Sinsat (09296)                | 12. Auzat (09030)                  |
| 13. Axiat (09031)                     | 14. Ax-les-Thermes (09032)            | 15. Baulou (09044)                      | 16. Bédeilhac-et-Aynat (09045)     |
| 17. Bénac (09049)                     | 18. Bestiac (09053)                   | 19. Bompas (09058)                      | 20. Bouan (09064)                  |
| 21. Brassac (09066)                   | 22. Burret (09068)                    | 23. Calzan (09072)                      | 24. Capoulet-et-Junac (09077)      |
| 25. Carcanières (09078)               | 26. Caussou (09087)                   | 27. Caychax-et-Senconac (09088)         | 28. Cazaux (09090)                 |
| 29. Cazenave-Serres-et-Allens (09092) | 30. Celles (09093)                    | 31. Château-Verdun (09096)              | 32. Cos (09099)                    |
| 33. Coussa (09101)                    | 34. Crampagna (09103)                 | 35. Dalou (09104)                       | 36. Ferrières-sur-Ariège (09121)   |
| 37. Foix (09122)                      | 38. Ganac (09130)                     | 39. Garanou (09131)                     | 40. Génat (09133)                  |
| 41. Gestiès (09134)                   | 42. Gourbit (09136)                   | 43. Gudas (09137)                       | 44. Ignaux (09140)                 |
| 45. Illier-et-Laramade (09143)        | 46. L’Herm (09138)                    | 47. L’Hospitalet-près-l’Andorre (09139) | 48. Lapège (09152)                 |
| 49. Larcat (09155)                    | 50. Larnat (09156)                    | 51. Lassur (09159)                      | 52. Le Bosc (09063)                |
| 53. Le Pla (09230)                    | 54. Le Puch (09237)                   | 55. Lercoul (09162)                     | 56. Les Cabannes (09070)           |
| 57. Lordat (09171)                    | 58. Loubens (09173)                   | 59. Loubières (09174)                   | 60. Luzenac (09176)                |
| 61. Malléon (09179)                   | 62. Mercus-Garrabet (09188)           | 63. Mérens-les-Vals (09189)             | 64. Miglos (09192)                 |
| 65. Mijanès (09193)                   | 66. Montaillou (09197)                | 67. Montégut-Plantaurel (09202)         | 68. Montgailhard (09207)           |
| 69. Montoulieu (09210)                | 70. Niaux (09217)                     | 71. Orgeix (09218)                      | 72. Orlu (09220)                   |
| 73. Ornolac-Ussat-les-Bains (09221)   | 74. Orus (09222)                      | 75. Pech (09226)                        | 76. Perles-et-Castelet (09228)     |
| 77. Prades (09232)                    | 78. Pradières (09234)                 | 79. Prayols (09236)                     | 80. Quérigut (09239)               |
| 81. Quié (09240)                      | 82. Rabat-les-Trois-Seigneurs (09241) | 83. Rieux-de-Pelleport (09245)          | 84. Rouze (09252)                  |
| 85. Saint-Bauzeil (09256)             | 86. Saint-Félix-de-Rieutord (09258)   | 87. Saint-Jean-de-Verges (09264)        | 88. Saint-Martin-de-Caralp (09269) |
| 89. Saint-Paul-de-Jarrat (09272)      | 90. Saint-Pierre-de-Rivière (09273)   | 91. Saurat (09280)                      | 92. Savignac-les-Ormeaux (09283)   |
| 93. Ségura (09284)                    | 94. Serres-sur-Arget (09293)          | 95. Siguer (09295)                      | 96. Sorgeat (09298)                |
| 97. Soula (09300)                     | 98. Surba (09303)                     | 99. Tarascon-sur-Ariège (09306)         | 100. Tignac (09311)                |
| 101. Unac (09318)                     | 102. Urs (09320)                      | 103. Ussat (09321)                      | 104. Val-de-Sos (09334)            |
| 105. Varilhes (09324)                 | 106. Vaychis (09325)                  | 107. Vèbre (09326)                      | 108. Ventenac (09327)              |
| 109. Verdun (09328)                   | 110. Vernajoul (09329)                | 111. Vernaux (09330)                    | 112. Verniolle (09332)             |
| 113. Vira (09340)                     |                                       |                                         |                                    |

## Neuordnung der Arrondissements 2017

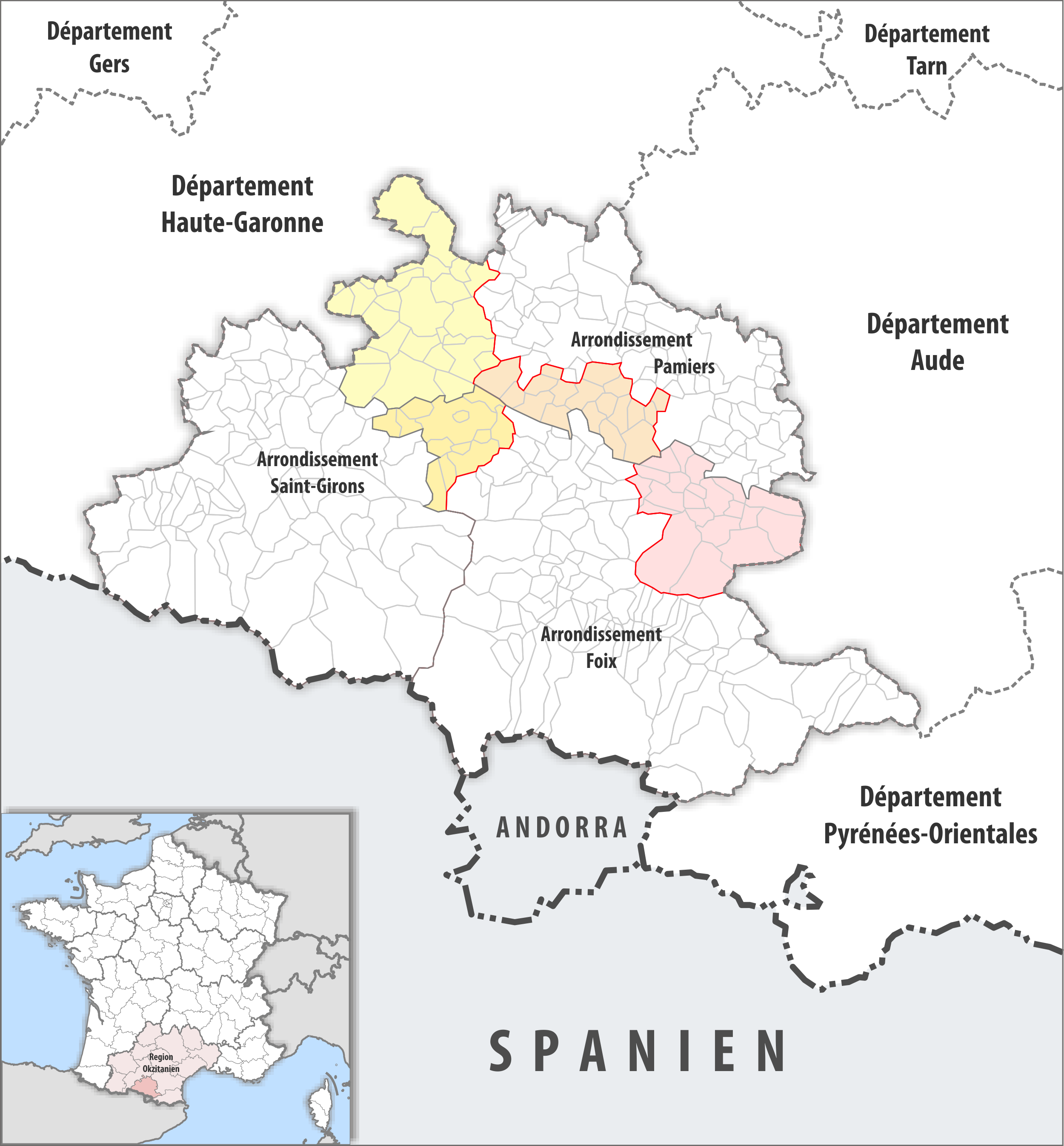
Arrondissementsanpassungen im Jahr 2017

Durch die Neuordnung der Arrondissements im Jahr 2017 wurde aus dem Arrondissement Foix die Fläche der 21 Gemeinden Bélesta, Bénaix, Carla-de-Roquefort, Dreuilhe, Fougax-et-Barrineuf, Ilhat, L’Aiguillon, Lavelanet, Lesparrou, Leychert, Lieurac, Montferrier, Montségur, Nalzen, Péreille, Raissac, Roquefixade, Roquefort-les-Cascades, Saint-Jean-d’Aigues-Vives, Sautel und Villeneuve-d’Olmes dem Arrondissement Pamiers und die Fläche der 13 Gemeinden Aigues-Juntes, Allières, Alzen, Cadarcet, Durban-sur-Arize, La Bastide-de-Sérou, Larbont, Montagagne, Montels, Montseron, Nescus, Sentenac-de-Sérou und Suzan dem Arrondissement Saint-Girons zugewiesen.
Dafür wechselte die Fläche der 18 Gemeinden Artix, Calzan, Cazaux, Coussa, Crampagna, Dalou, Gudas, Loubens, Malléon, Montégut-Plantaurel, Rieux-de-Pelleport, Saint-Bauzeil, Saint-Félix-de-Rieutord, Ségura, Varilhes, Ventenac, Verniolle und Vira vom Arrondissement Pamiers zum Arrondissement Foix.

## Weitere Neuordnungen
- Zum 1. Januar 2018 wurde die Gemeinde Freychenet aus dem Arrondissement Foix in das Arrondissement Pamiers übergeführt.[1]

## Ehemalige Gemeinden seit der landesweiten Neuordnung der Kantone
bis 2024: Caychax, Senconac
bis 2018: Sinsat, Aulos, Vicdessos, Goulier, Sem, Suc-et-Sentenac